# 李硕 (历史学者)
李硕（1977年—），河北省保定人，中国历史学者。

## 生平
1977年生，北京大学中文系学士，本科毕业后从事过新闻记者、编辑工作，后获清华大学历史系硕士、博士学位。博士导师为张国刚。
攻读博士期间，2012年发表文章《周灭商与华夏新生》（发表于《读库》）。
2013年获新疆大学教职。
2020年5月辞职，到安阳和洛阳小住一段时间，看了殷墟和二里头遗址，然后回到成都定居。
2022年10月将《周灭商与华夏新生》扩展为书籍《翦商》出版。
2023年1月接受澎湃新闻专访，表示商周之变写完后要写西周和春秋，“最好能一直写到唐朝”。
2023年2月在巴基斯坦巴瓦小城首次发病倒下，确诊罹患胆管癌，3月15日发布朋友圈：“大块劳生，息我以死”。5月底手术成功，逐渐康复。
2024年3月出版《历史的游荡者》。

## 著作
- 《贵族的黄昏：孔子和他生活的时代》（修订本为《孔子大历史：初民、贵族与寡头们的早期华夏》）
- 《从大漠绿洲到玉石山谷：南新疆探索图文志》
- 《俄国征服中亚记》
- 《楼船铁马刘寄奴：南北朝启幕战史》（繁体版名为《天下憚服：從布衣寄奴到南朝第一帝，劉裕鐵血征伐、啟幕南北朝》）
- 《南北战争三百年：中国4-6世纪的军事与政权》（博士论文）
- 《翦商：殷周之变与华夏新生》
- 《历史的游荡者》